# 張陵 (處沖)
張陵（？年—？年），字處沖，蜀郡成都人，張霸孫，東漢尚書。

## 生平
元嘉元年（公元151年），群臣朝見漢桓帝，大將軍梁冀佩戴寶劍入宮。時任尚書的張陵斥罵梁冀，請他離開，並令羽林、虎賁，奪取梁冀的佩劍。梁冀下跪向張陵認錯，張陵不打算原諒他，隨即上書彈劾梁冀，希望將梁冀交給廷尉治罪。漢桓帝下詔，罰梁冀一年的俸祿來贖罪。因為這件事文武百官對張陵十分恭敬。河南尹梁不疑，曾經舉薦張陵為孝廉，梁不疑對張陵說過去推薦他，結果卻讓他懲罰他們梁家！張陵回答說：「您不認為我沒有才能，誤將我提拔叙用，所以今天我伸張國法報答您的恩惠！」梁不疑聽後臉上有些愧色。

## 家庭

### 父
- 張楷，字公超，[3]東漢長陵令。

### 弟
- 張玄，字處虛。張陵弟，[4]在魯陽山隱居。

## 延伸阅读
[在维基数据编辑]
 《後漢書·卷36》，出自范晔《後漢書》